# NGC 6303
NGC 6303 (другие обозначения — UGC 10711, MCG 12-16-17, ZWG 321.13, PGC 59573) — эллиптическая галактика (E) в созвездии Дракон.
Этот объект входит в число перечисленных в оригинальной редакции «Нового общего каталога».